# درازگودال ژاپن

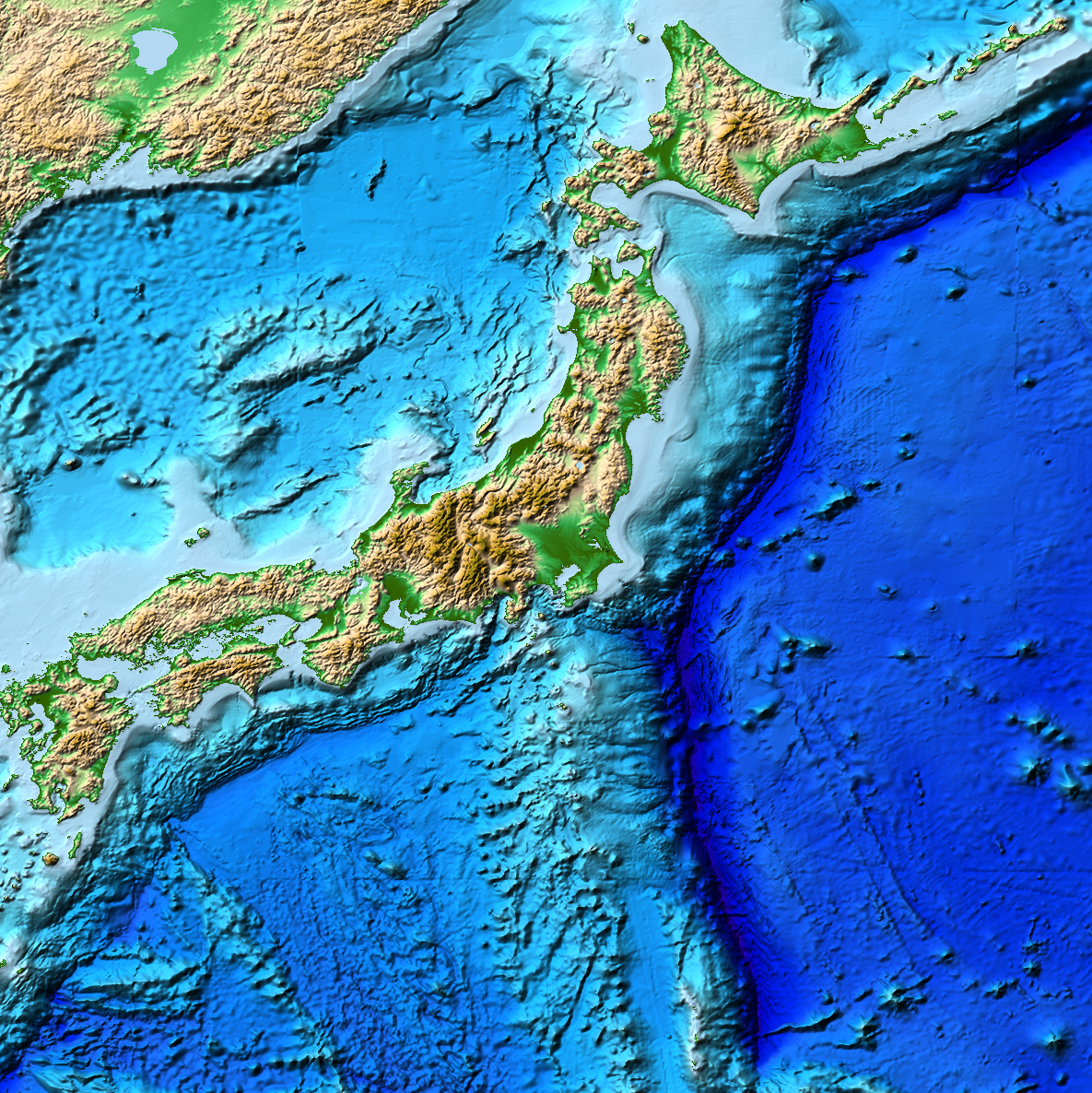
درازگودال ژاپن (خط به رنگ سرمه‌ای تیره)

درازگودال ژاپن نام یک گودال طولانی در کف اقیانوس آرام است که در کناره شرقی کشور ژاپن قرار گرفته‌است.
این درازگودال بخشی است از کمربند آتشفشانی اقیانوس آرام و از جزایر کوریل تا جزایر بونین ادامه دارد. ژرفترین نقطه این درازگودال ۹ هزار متر عمق دارد.
و ژاپنی‌ها به اون می‌گویند (اوربیانیا-